# پل جریکو
پل جریکو (انگلیسی: Paul Jarrico؛ زاده ۱۲ ژانویه ۱۹۱۵ درگذشته ۲۸ اکتبر ۱۹۹۷) یک نویسنده اهل ایالات متحده آمریکا بود. 